# اتفاقية تقاسم مياه النيل 1929

خريطة تبين دول حوض النيل

اتفاقية تقاسم مياه النيل 1929 هي اتفاقية أبرمتها الحكومة البريطانية -بصفتها الاستعمارية- نيابة عن عدد من دول حوض النيل (أوغندا وتنزانيا وكينيا)، في عام 1929 مع الحكومة المصرية يتضمن إقرار دول الحوض بحصة مصر المكتسبة من مياه النيل، وإن لمصر الحق في الاعتراض (فيتو) في حالة إنشاء هذه الدول مشروعات جديدة على النهر وروافده.

## خلفية عن نهر النيل
يعتبر نهر النيل من أطول الأنهار في العالم حيث يبلغ طوله 6650 كلم، وهو يجري من الجنوب إلى الشمال نحو مصبه في البحر الأبيض المتوسط، وذلك في الجزء الشمالي الشرقي من قارة أفريقيا. ينبع النيل من بحيرة فيكتوريا التي تبلغ مساحتها 68 ألف كلم2.

## نص الإتفاقية
تنظم تلك الاتفاقية العلاقة المائية بين مصر ودول الهضبة الاستوائية، كما تضمنت بنوداً تخص العلاقة المائية بين مصر والسودان وردت على النحو التالي في الخطاب المرسل من رئيس الوزراء المصري والمندوب السامي البريطاني:
- إن الحكومة المصرية شديدة الاهتمام بتعمير السودان وتوافق على زيادة الكميات التي يستخدمها السودان من مياه النيل دون الإضرار بحقوق مصر الطبيعية والتاريخية في تلك المياه.
- توافق الحكومة المصرية على ما جاء بتقرير لجنة مياه النيل عام 1925 وتعتبره جزءاً لا ينفصل من هذا الاتفاق.
- أن لا تقام بغير اتفاق سابق مع الحكومة المصرية أعمال ري أو توليد قوى أو أي اجراءات على النيل وفروعه أو على البحيرات التي تنبع سواءً من السودان أو البلاد الواقعة تحت الإدارة البريطانية من شأنها إنقاص مقدار المياه الذي يصل لمصر أو تعديل تاريخ وصوله أو تخفيض منسوبه على أي وجه يلحق ضرراً بمصالح مصر.
- تقدم جميع التسهيلات للحكومة المصرية لعمل الدراسات والبحوث المائية لنهر النيل في السودان ويمكنها إقامة أعمال هناك لزيادة مياه النيل لمصلحة مصر بالاتفاق مع السلطات المحلية.[3]

## خلفية عن نهر النيل
يعتبر نهر كاجيرا (Kagera) من الجداول الرئيسية لنهر النيل ومن أكبر الروافد التي تصب في بحيرة فيكتوريا، وينبع من بوروندي قرب الرأس الشمالي لبحيرة تنجانيقا الواقعة إلى الجنوب من بحيرة فيكتوريا في وسط أفريقيا، ويجري في اتجاه الشمال صانعا الحدود بين تنزانيا ورواندا، وبعدما يتجه إلى الشرق يصبح الحد الفاصل بين تنزانيا وأوغندا ومنها إلى بحيرة فيكتوريا بعدما يكون قد قطع مسافة 690 كلم.
أما نهر روفيرونزا (Rovironza) الذي يعتبر الرافد العلوي لنهر كاجيرا وينبع أيضا من بوروندي، فيلتحم معه في تنزانيا ويعتبر الحد الأقصى في الجنوب لنهر النيل.
ويبلغ معدل كمية تدفق المياه داخل بحيرة فيكتوريا أكثر من 20 مليار متر مكعب في السنة، منها 7.5 مليارات من نهر كاجيرا و8.4 مليارات من منحدرات الغابات الواقعة شمال شرق كينيا و3.2 مليارات من شمال شرق تنزانيا، و1.2 مليار من المستنقعات الواقعة شمال غرب أوغندا كما ورد في تقارير منظمة الفاو لعام 1982.
يعرف النيل بعد مغادرته بحيرة فيكتوريا باسم نيل فيكتوريا، ويستمر في مساره لمسافة 500 كلم مرورا ببحيرة إبراهيم (Kyoga) حتى يصل إلى بحيرة ألبرت التي تتغذى كذلك من نهر سمليكي (Semliki) القادم أصلا من جبال جمهورية الكونغو الديمقراطية مرورا ببحيرة إدوارد، وبعدها يدعى «نيل ألبرت».
وعندما يصل جنوب السودان يدعى بحر الجبل، وبعد ذلك يجري في منطقة بحيرات وقنوات ومستنقعات يبلغ طولها من الجنوب إلى الشمال 400 كلم ومساحتها الحالية 16.2 ألف كلم2، إلا أن نصف كمية المياه التي تدخلها تختفي من جراء النتح والتبخر.
وقد بدأ تجفيف هذه المستنقعات عام 1978 بإنشاء قناة طولها 360 كلم لتحييد المياه من عبورها، وبعدما تم إنشاء 240 كلم منها توقفت الأعمال عام 1983 بسبب الحرب الأهلية في جنوب السودان.
وبعد اتصاله ببحر الغزال يجري النيل لمسافة 720 كلم حتى يصل الخرطوم، وفي هذه الأثناء يدعى «النيل الأبيض»، حيث يلتحم هناك مع «النيل الأزرق» الذي ينبع مع روافده الرئيسية (الدندر والرهد) من جبال إثيوبيا حول بحيرة تانا الواقعة شرق القارة على بعد 1400 كلم عن الخرطوم.
ومن الجدير بالذكر أن النيل الأزرق يشكل 80-85% من مياه النيل الإجمالية، ولا يحصل هذا إلا أثناء مواسم الصيف بسبب الأمطار الموسمية على مرتفعات إثيوبيا، بينما لا يشكل في باقي أيام العام إلا نسبة قليلة، حيث تكون المياه قليلة.
أما آخر ما تبقى من روافد نهر النيل بعد اتحاد النيلين الأبيض والأزرق ليشكلا نهر النيل، فهو نهر عطبرة الذي يبلغ طوله 800 كلم وينبع أيضا من الهضبة الإثيوبية شمالي بحيرة تانا.
ويلتقي عطبرة مع النيل على بعد 300 كلم شمال الخرطوم، وحاله كحال النيل الأزرق، وقد يجف في الصيف. ثُم يتابع نهر النيل جريانه في الأراضي المصرية حتى مصبه في البحر الأبيض المتوسط.